# Pier Gonella
Pierangelo 'Pier' Gonella  es un guitarrista italiano, que fue integrante de bandas Labyrinth, Necrodeath y Odyssea, entre otras. Su estilo en la banda Mastercastle se basa en el heavy metal y hard rock.

## Biografía
Gonella comenzó estudiando guitarra a los 15 años, inspirado en artistas como Deep Purple, Scorpions, Joe Satriani, y Yngwie Malmsteen. Originalmente estudió guitarra jazz, antes de especializarse en guitarra clásica y guitarra eléctrica.
En 1994 se matriculó en el Conservatorio Paganini de Génova, donde estudia fagot con el profesor Luis Morbelli, un instrumento que estudiará 'hasta 1999, cuando se alcanzará en el título en la teoría y solfeo.
En 2003 Pier Gonella audicionó para la banda power metal Labyrinth  y se unió a la banda El primer álbum que grabaría con ellos sería ‘’Freeman’’. En 2006 egli realizó una gira promocional en Japón, China y Taiwán. En febrero de 2007, Labyrinth lanzaría el disco ‘’6 days to nowhere’’.
Gonella continuó tocando con Labyrinth hasta finales de los 2008
En 2006 se unió a la banda de thrash metal Necrodeath. En 2007 se edita el álbum ‘’Draculea’’, en 2009 el álbum ‘’Phylogenesis’’ y en 2010 el álbum ‘’Old skull’’. En 2007 realizó una gira promocional en Europa junto con la banda ‘’Marduk’’.
En junio de 2008 Junto a vocalista Giorgia Gueglio, fundó la banda Mastercastle. Pocos meses más tarde
Mastercastle firmaba contrato con la compañía discográfica Lion Music.
El 17 de abril de 2009 se edita el álbum The Phoenix, y poco más de un año después, el 18 de junio de 2010 se edita el álbum ‘’Last Desire’’
En junio de 2012 Junto a un vocalista Giorgia Gueglio y batterista Peso, entre ellos la banda MusicArt Project. Pocos meses como máximo Tardes MusicArt Project firmaba contrato con la Compañía de Música registro Black Tears. En diciembre de 2012, MusicArt Project lanzaría el disco ‘The Black Side of the Moon’’(Pink Floyd The Dark Side of the Moon  cover).
 junto con los dos videos "Us and Them", "Money" y "The Great Gig in the Sky".
Según declaró en una entrevista,Gonella se dedica a la distribución de música digital creando "Pistas de Acompañamiento" (Backing Tracks) y otras "herramientas" para músicos que luego se publican en su canal de YouTube "Pier Gonella Jam" y en todos los principales distribuidores de música digital. En una entrevista de 2023, aclaró que hasta ahora ha acumulado más de 100 millones de transmisiones y 10 mil descargas (traducidas como ventas) entre álbumes y pistas individuales.

Gracias a la extensa producción de canciones y pistas de acompañamiento, en diciembre de 2023, Pier Gonella ingresó al Libro Guinness de los récords por haber publicado la mayor cantidad de álbumes en formato digital (122).

## Discografía

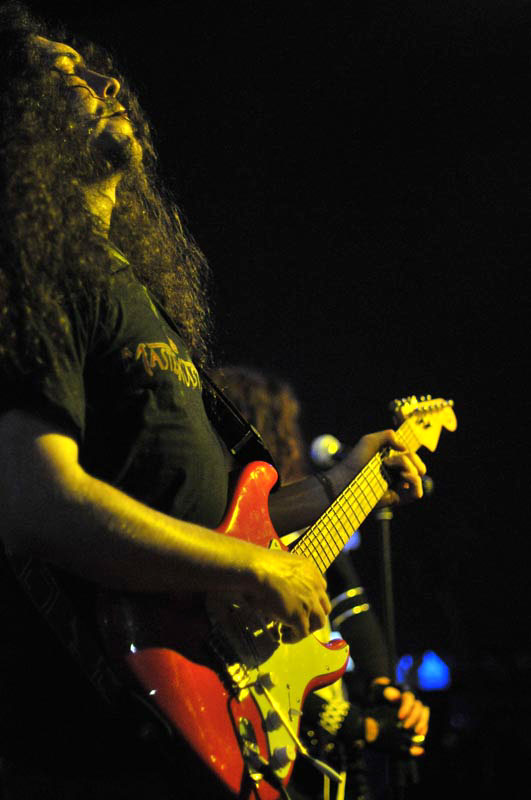
Pier Gonella live

### Mastercastle
- The Phoenix  (Álbum 2009)
- Last Desire (Álbum, 2010)
- Dangerous Diamonds (Álbum, 2011)
- On Fire (Álbum, 2013)
- Enfer (De La Bibliothèque Nationale) (Álbum, 2014)
- Wine of Heaven (Álbum, 2017)
- Still In The Flesh (Álbum, 2019)
- Lighthouse Pathetic (Álbum, 2022)

### Labyrinth
- Freeman (Álbum, 2006)
- 6 Days to Nowhere (Álbum, 2007)
- As time goes by (Álbum, 2010)

### Necrodeath
- Draculea (Álbum, 2007)
- Phylogenesis (Álbum, 2009)
- Old Skull (Álbum, 2010
- The Age of Fear (Álbum, 2010)
- Idiosyncrasy (Álbum, 2011)
- Hellive (Álbum, 2012)
- The 7 deadly sins (Álbum, 2014)
- Headhunting (Álbum, 2015)
- The age of Dead christ (Álbum, 2018)
- Defragments of Insanity (Álbum, 2019)
- Neraka (Álbum, 2020)

### Otros bandas
- Athlantis, Athlantis (Álbum, 2001)
- Wild Steel, Wild Steel (Álbum, 2003)
- Odyssea, Tears in floods (Álbum, 2009)
- Athlantis, M.W.N.D. (Álbum, 2012)
- MusicArt Project, The Black Side of the Moon (Álbum, 2012)
- Verde Lauro,Sono animali al mondo (Álbum, 2015)
- Odyssea,Storm (Álbum, 2016)
- MusicArt Project,Colors & Dreams (Álbum, 2016)
- Athlantis,Chapter 4 (Álbum, 2017)
- Verde Lauro,6 Aprile (Álbum, 2017)
- Athlantis,02022020 (Álbum, 2020)
- Pier Gonella,Strategy (Álbum, 2020)
- Vanexa,The Last in Black (Álbum, 2021)
- Pier Gonella,667 (Álbum, 2023)